# Flexible Response
Flexible Response (engl. ‚flexible Erwiderung‘) ist eine NATO-Nuklearstrategie gegenüber dem Warschauer Pakt, die in Grundzügen bereits 1959 von US-General Maxwell D. Taylor als Gegenmodell zu Präsident Dwight D. Eisenhowers Konzept des New Look und der umstrittenen Strategie der Massiven Vergeltung (engl. massive retaliation) vorgeschlagen wurde. Flexible Response wurde von Präsident John F. Kennedy 1961 aufgegriffen und galt als NATO-Verteidigungsstrategie (MC 14/3) von 1967/68 bis zum Ende des Kalten Krieges. Sie kann als Beispiel für Brinkmanship gesehen werden.

## Notwendigkeit einer neuen militärischen Strategie

Nuklearwaffenbestand (Anzahl Gefechtsköpfe) der USA und der UdSSR zwischen 1945 und 2014

Die Kernwaffen und ihr gewaltiges Zerstörungspotential haben die weltweite Außen- und Sicherheitspolitik nach 1945 grundlegend verändert. Zwar konnte die Sowjetunion mit ihrem Atombombenprojekt das US-amerikanische Nuklearmonopol 1949 und damit früher als erwartet brechen. Trotzdem standen die ersten Jahre des Kalten Kriegs noch im Zeichen einer klaren amerikanischen Überlegenheit bezüglich der Anzahl von Sprengköpfen und Trägermitteln. So galt nach dem Koreakrieg unter dem neuen US-Präsidenten Dwight D. Eisenhower ab 1954 offiziell das Konzept der Massive Retaliation. Eine derart starre Alles-oder-Nichts-Strategie erschien nach dem Sputnik-Schock und angesichts des wachsenden sowjetischen Nuklearpotentials nicht länger angemessen. Prinzipiell hätte nun jeder kleinere militärische Konflikt eine Eskalation auslösen können, die zur völligen Auslöschung beider Seiten führen konnte. Die massive Aufrüstung und die damit auf beiden Seiten erworbene Fähigkeit zu nuklearen Erstschlägen machten die Notwendigkeit eines Strategiewechsels umso deutlicher. Kritiker des Prinzips der Massive Retaliation wiesen bereits Ende der 1950er Jahre auf die Verletzlichkeit der US-amerikanischen strategischen Bomberflotte hin: Ein sowjetischer Überraschungsangriff auf die wichtigsten Bomberstützpunkte der USA hätte die Möglichkeit eines nuklearen Vergeltungsschlages nahezu ausgeschaltet. Der Analyst und politische Berater Albert Wohlstetter vermerkte in diesem Zusammenhang: „Eine solche Fähigkeit könnte, wenn sie nicht mit der Möglichkeit zum Vergeltungsschlag gekoppelt ist, […] als Absicht zum Erstschlag gedeutet werden. In diesem Fall würde sie eher einen allgemeinen Krieg provozieren als davon abzuschrecken.“
Die Grundzüge einer neuen Strategie wurden formuliert:
- Auf Konflikte muss mit einem Spektrum an Möglichkeiten geantwortet werden können, ohne dabei in jedem Falle einen Nuklearschlag zu provozieren.
- Angemessen abgestufte militärische Reaktionen erfordern die wieder stärkere Einbeziehung konventioneller Streitkräfte.
- Konventionelle und atomare Streitkräfte haben sich zum Ziel größtmöglicher Flexibilität zu ergänzen.
- Der Gegner muss im Zuge seiner strategischen Überlegungen zu einer Kosten-Nutzen-Abwägung gezwungen werden.

## Politische Entwicklungen
Die Wahl Kennedys zum Präsidenten der Vereinigten Staaten im Jahr 1960 führte zu einigen grundsätzlichen Änderungen in der Sicherheitspolitik des Landes. Das Prinzip der Flexibilität wurde zu Kennedys Leitmotiv. Er griff nicht nur die von Militärs und Akademikern entwickelte Strategie der Flexible Response auf, sondern konzipierte seine Regierung anders als sein Vorgänger. Um die Informations- und Entscheidungswege zu verkürzen, wurden ministerienübergreifende Taskforces gebildet und ein enger Beraterkreis um den Präsidenten selbst eingerichtet.
Mit dem Ziel mehrere Kriege gleichzeitig führen zu können, wurde der Mannschaftsbestand des Heeres um 25 Prozent erhöht, Spezialtruppen in Anti-Guerillakriegsführung ausgebildet und das Nuklearwaffenarsenal der Vereinigten Staaten vergrößert. Die Zielschwerpunkte dieser Anstrengungen, die die Verteidigungsausgaben der USA stärker als je zuvor steigen ließen, waren die Sicherung der Zweitschlagskapazität mit Kernwaffen, die Möglichkeit zum effektiven Eingreifen in die von Moskau unterstützten „Befreiungskriege“ in Ländern der Dritten Welt und schließlich die Sicherstellung der Glaubwürdigkeit des amerikanischen Abschreckungspotentials.

## Ergebnisse

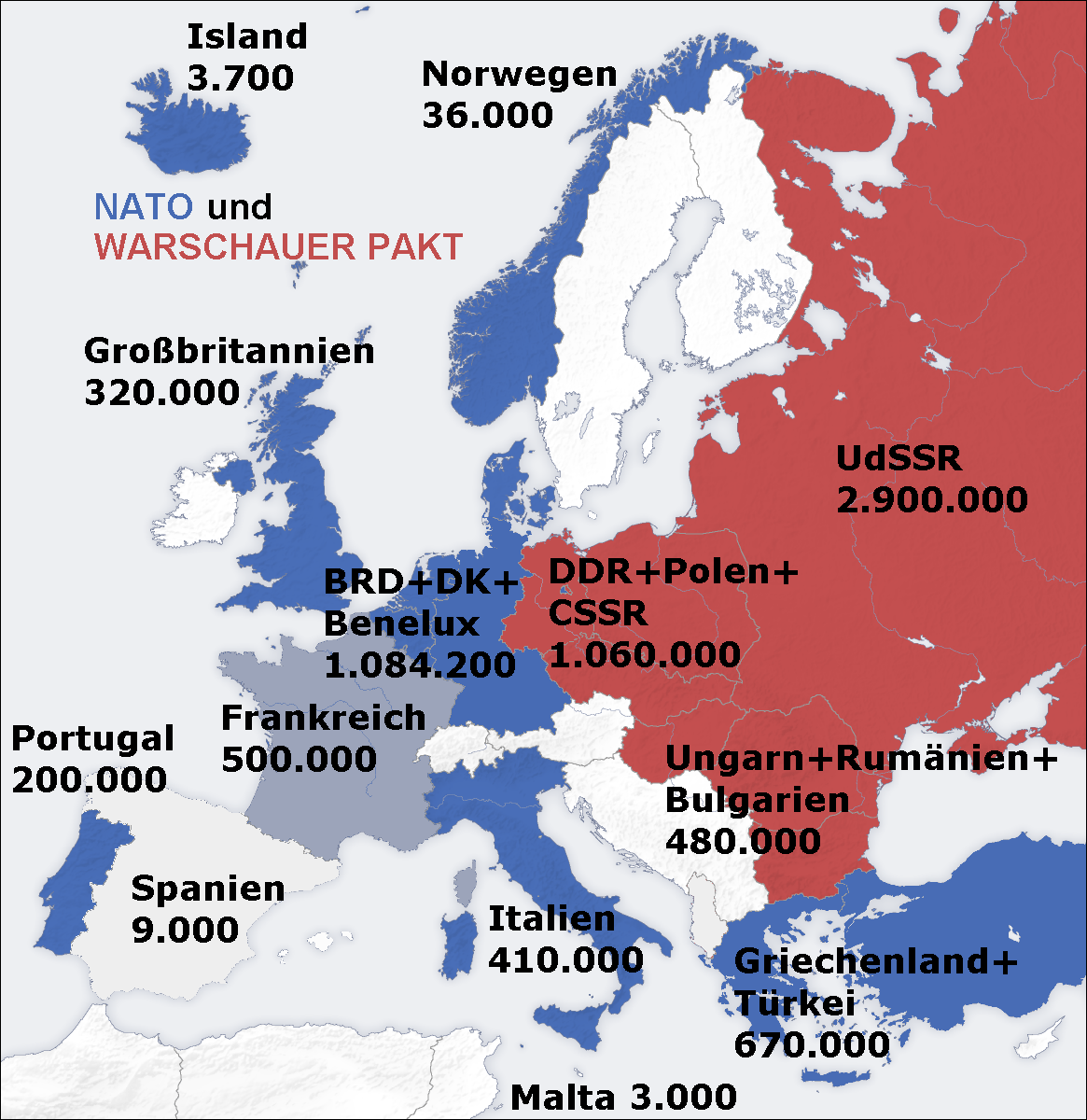
Truppenstärke der NATO-Mitgliedstaaten mit Kontingenten aus den USA und Kanada und der Staaten des Warschauer Paktes in Europa 1973

Die Strategie der Flexible Response sollte den US-Präsidenten und seine Berater befähigen, auf unterschiedliche Angriffsarten des Gegners unterschiedlich zu reagieren: Die Mittel konnten dem Ziel angepasst werden und keine Alternativen wurden prinzipiell ausgeschlossen. Die militärische Führung hatte also eine Fülle von Handlungsmöglichkeiten. Im Gegensatz zur zuvor üblichen Strategie der Massiven Vergeltung sollte nun nicht mehr auf jeden Angriff (auch mit konventionellen Waffen) pauschal mit einem nuklearen Gegenangriff geantwortet werden. Käme es zu einer militärischen Aktion des Gegners (die keinen nuklearen Überraschungsangriff darstellte), würde nach einem Stufenplan vorgegangen.
Direct Defense (engl. ‚direkte Verteidigung‘)Eintritt in die Kampfhandlungen mit konventionellen Truppen, um den Gegner aufzuhalten und ihn seine Ziele nicht erreichen zu lassen.
Deliberate Escalation (engl. ‚geplante Eskalation‘)Durchdachter Einsatz von Mitteln, die über konventionelle Truppen hinausgehen und so eine Eskalation des Konflikts bewirken. Diese Phase sah den möglichen Einsatz von taktischen Nuklearwaffen vor, besonders im Falle konventioneller Unterlegenheit der eigenen Truppen. Als Kernstück der Flexible Response sollte diese Stufe Unsicherheit beim Gegner darüber auslösen, ob der Nutzen seiner militärischen Aktion die zu erwartenden Kosten aufwiegt.
General Nuclear Response (engl. ‚allgemeine nukleare Erwiderung‘)Sofortiger totaler Einsatz von strategischen Kernwaffen als Aktion oder Reaktion (Erst- oder Zweitschlag) unter räumlicher Ausweitung des Konflikts.
Bei Amtsantritt John F. Kennedys lag der Schwerpunkt des strategischen US-Nukleararsenals noch bei den Langstreckenbombern der US Air Force. Landgestützte Interkontinentalraketen (ICBM, ebenfalls dem SAC der US Air Force unterstellt) sowie die raketenbestückte U-Boot-Flotte der US Navy befanden sich im Aufbau. Eine Kombination von strategischen und substrategischen Nuklearwaffen (Fliegerbomben der taktischen Luftwaffen, Artillerie und Minen der Landstreitkräfte) sollte die größtmögliche Flexibilität je nach Gebiet, Art der Provokation und geplanter Wirkung gewährleisten.
Die NATO übernahm dieses Konzept 1967 als Verteidigungsstrategie. Es schien geeignet, um der angenommenen konventionellen Überlegenheit des Warschauer Paktes in Europa angemessen begegnen zu können. Seine Realitätstauglichkeit stieß auch innerhalb des westlichen Bündnisses auf Zweifel, besonders in Frankreich. In der Sowjetunion galt die Vorstellung, einen Krieg noch begrenzen zu können, nachdem einmal Kernwaffen zum Einsatz gekommen waren, als illusorisch.
Eines der westlichen Verhandlungsziele bei den MBFR-Verhandlungen, das mit der Nuklearstrategie der Flexible Response in Zusammenhang stand, war die Parität bei den konventionellen Waffen.
Auf dem NATO-Gipfeltreffen in Rom am 8. November 1991 wurde eine neue Strategie des Bündnisses beschlossen. Sie setzte auf die Triade von Dialog, Kooperation und Erhaltung der Verteidigungsfähigkeit und löste die Konzeption der Flexible Response ab.